# Petit-Canal
Petit-Canal är en kommun i det franska utomeuropeiska departementet Guadeloupe i Västindien. Kommunen ligger i kantonen Petit-Canal som ligger i arrondissementet Pointe-à-Pitre. År 2022 hade Petit-Canal 8 206 invånare.

## Befolkningsutveckling
| Befolkningsutvecklingen i Petit-Canal 1990–2021 | Befolkningsutvecklingen i Petit-Canal 1990–2021 | Befolkningsutvecklingen i Petit-Canal 1990–2021 | Befolkningsutvecklingen i Petit-Canal 1990–2021 | Befolkningsutvecklingen i Petit-Canal 1990–2021 |
| ----------------------------------------------- | ----------------------------------------------- | ----------------------------------------------- | ----------------------------------------------- | ----------------------------------------------- |
|                                                 |                                                 |                                                 |                                                 |                                                 |
| År                                              |                                                 |                                                 | Folkmängd                                       |                                                 |
| 1990                                            | 1990                                            |                                                 | 6 590                                           |                                                 |
| 1999                                            | 1999                                            |                                                 | 7 752                                           |                                                 |
| 2007                                            | 2007                                            |                                                 | 8 243                                           |                                                 |
| 2015                                            | 2015                                            |                                                 | 8 167                                           |                                                 |
| 2021                                            | 2021                                            |                                                 | 8 201                                           |                                                 |